# Langer Anton
Als Langer Anton wird das Skelett des Riesenwüchsigen Anton de Franchepoinct/Franckenpoint († 1596), geboren als Anton Frank, bezeichnet. Es befindet sich im Museum anatomicum in Marburg und hat eine Länge von 244 cm.
Anton Franckenpoint stammte wahrscheinlich aus Geldern und diente als Soldat in der Leibstandarte des protestantischen Herzogs Heinrich Julius von Braunschweig-Wolfenbüttel (1564–1613). Sein Geburtsdatum ist unbekannt, wird nach anthropologischen Untersuchungen auf etwa 1544 bis 1561 geschätzt.
Im Fakultätsbuch der Universität Helmstedt ist vermerkt, dass 1596 die Leiche des groß gewachsenen Anton de Franchepoinct in der Anatomie skelettiert wurde.
Ergänzend zum Skelett gibt es in der Eingangshalle des Marburger Anatomischen Instituts ein Ölgemälde, das den „Langen Anton“ als Braunschweiger Landsknecht in Lebensgröße zeigt und ebenfalls aus der Helmstedter Sammlung stammt.
Die riesige Körpergröße wurde durch ein Adenom der Hypophyse verursacht, welches Wachstumshormone produzierte. Die durch das Adenom verursachte Erweiterung der Sella turcica ist am Schädel des Langen Anton sichtbar. Anton Franckenpoint reiste umher, um sich und seinen Körper auszustellen. In den letzten Lebensjahren dürfte er unter den gesundheitlichen Folgen des Riesenwuchses gelitten haben – seine etwa 1,70 m große Krücke, aber auch degenerative Veränderungen an Gelenken und der Wirbelsäule legen Zeugnis davon ab. Zudem erlitt Anton im Laufe seines Lebens zwei Oberschenkelhalsbrüche. Seine beiden Arme sind nicht mehr vorhanden, und bei Ausstellungen wird der Schädel nur als Duplikat gezeigt.
Im Juni 2017 wurde der Lange Anton für mehrere Monate für eine Ausstellung an das Germanische Nationalmuseum in Nürnberg verliehen.
Die Forscherin Nina Ulrich hat sich in ihrer Dissertation Provenienzforschung zu einer Lehrsammlung des 19. Jahrhunderts ausgiebig mit dem Skelett und der daraus analytisch rekonstruierbaren Lebensgeschichte befasst. Zusätzlich entdeckte der Innsbrucker Museumskurator Thomas Kuster zeitgenössische Porträts des Mannes in einem Gemälde und einem Kupferstich.